# 原市 (安中市)
原市（はらいち）は、群馬県安中市の地名。原市と原市一丁目から原市四丁目まである。郵便番号は379-0133。面積は3.55km2（2010年現在）。

## 地理
碓氷川左岸の段丘上に位置している。

### 河川
- 碓氷川

## 歴史
江戸時代頃からある地名で、安中藩領だった。
1960年に市営団地を誘致し、その後公共施設が当町へ移転し始めた。

### 年表
- 1889年4月1日 町村制施行により、原市村は郷原村、簗瀬村、嶺村と合併して原市町が成立する。
- 1955年3月1日 原市町は、（旧）安中町、秋間村、磯部町、東横野村、板鼻町、岩野谷村、後閑村と合併して安中町となる。そのため、安中町原市となる。
- 1958年11月1日 市制施行により、安中町は安中市となる。そのため安中市原市となる。
- 1967年 一部が原市1-4丁目となる。
- 1973年 一部が安中1-5丁目となる。

### 地名の由来
原の中に市が立ったことにちなむ。

## 世帯数と人口
2017年（平成29年）7月31日現在の世帯数と人口は以下の通りである。
| 丁目      | 世帯数    | 人口    |
| --------- | --------- | ------- |
| 原市      | 2,401世帯 | 6,076人 |
| 原市1丁目 | 415世帯   | 928人   |
| 原市2丁目 | 253世帯   | 539人   |
| 原市3丁目 | 206世帯   | 496人   |
| 原市4丁目 | 56世帯    | 160人   |
| 計        | 3,331世帯 | 8,199人 |

## 教育
市立小・中学校に通う場合、学区は以下の通りとなる。
| 番地 | 小学校             | 中学校             |
| ---- | ------------------ | ------------------ |
| 全域 | 安中市立原市小学校 | 安中市立第二中学校 |

## 交通

### 鉄道
同町に鉄道駅はない。

### 道路
国道は国道18号が、県道は群馬県道48号下仁田安中倉渕線、群馬県道125号一本木平小井戸安中線、群馬県道216号長久保郷原線が通っている。

## 施設

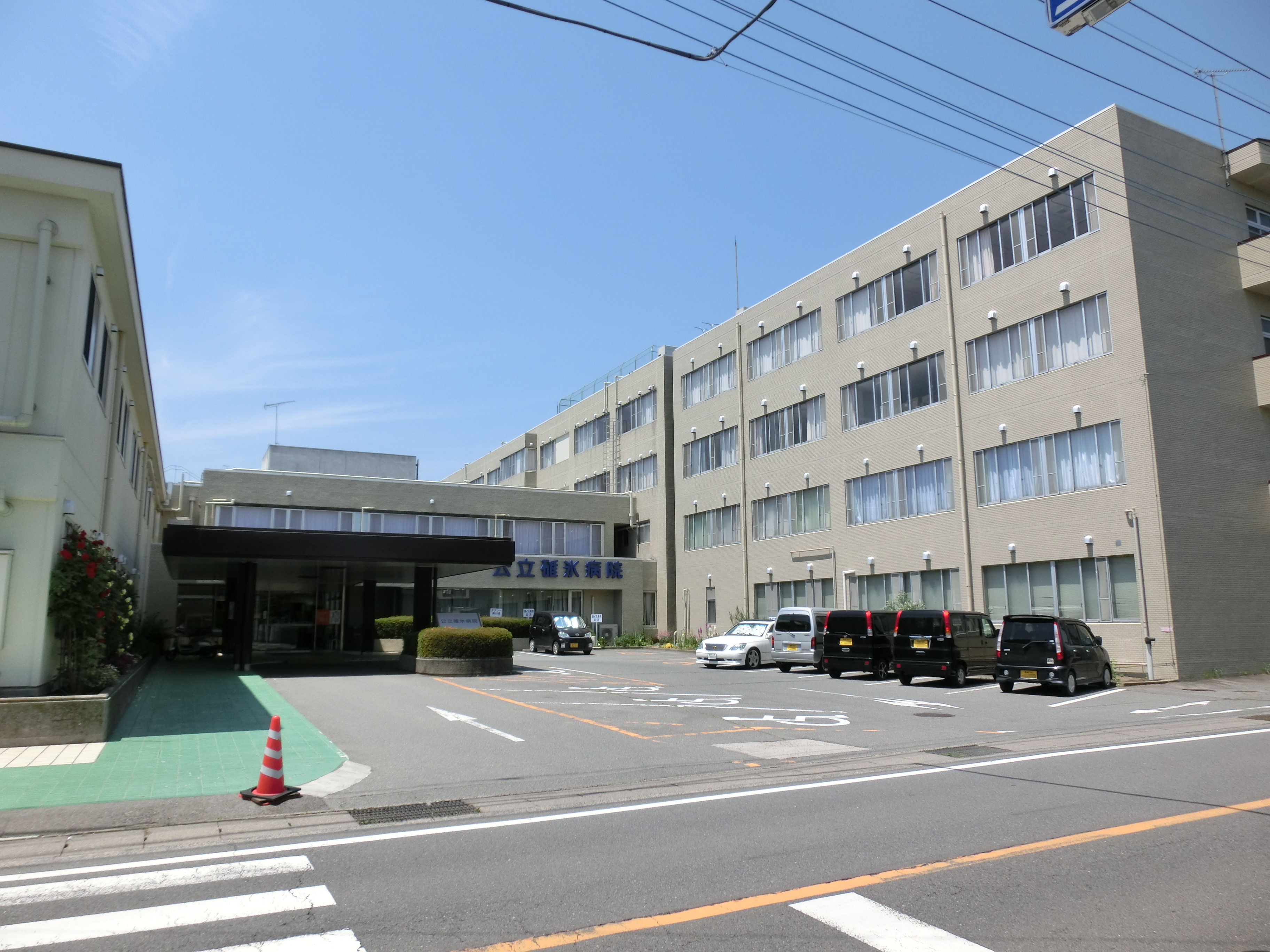
公立碓氷病院

- 安中市立原市小学校
- 安中市立第二中学校
- 安中警察署
- 碓氷川クリーンセンター
- 公立碓氷病院
- 原市第一団地
- 原市第二県営住宅
- 榎下神社
- 安中自動車教習所

## 避難所
指定緊急避難場所
- 原市第1区住民センター[6]
- 第2区集会所・原市第２区住民センター (内水氾濫に注意が必要とされている。)
- 原市第3区甲集会所・原市第3区甲住民センター
- 末広町住民センター・原市第3乙区住民センター
- 原市第4区住民センター
- 第四区八本木公会堂
- 杉名公民館
- 5区集会所（宮内集会所）

指定避難所
- 安中総合学園高等学校体育館[7]

対象地区: 原市1区・2区
- 原市小学校体育館

対象地区: 原市2区・3甲区・3乙区
- 第二中学校体育館

対象地区: 原市5区・8区
- 原市公民館

対象地区: 原市4区・9区
- 原市体育館

対象地区: 原市3甲区・4区・6区・9区